# Lekkoatletyka na Letnich Igrzyskach Paraolimpijskich 2004 – bieg na 100 metrów kl. T42 mężczyzn
W biegu na 100 metrów kl. T42 (zawodnicy z amputowanymi kończynami) mężczyzn podczas Letnich Igrzysk Paraolimpijskich 2004 rywalizowało ze sobą 8 zawodników.

## Wyniki

### Finał
Finał A
| Poz. | Zawodnik         | Narodowość | Rezultat | Uwagi |
| ---- | ---------------- | ---------- | -------- | ----- |
| 1    | Wojtek Czyz      | Niemcy     | 12.51    | PR    |
| 2    | Clavel Kayitare  | Francja    | 12.78    |       |
| 3    | Heinrich Popow   | Niemcy     | 13.00    |       |
| 4    | Stefano Lippi    | Włochy     | 13.09    |       |
| 5    | Andrij Danylov   | Ukraina    | 13.32    |       |
| 6    | Michael Haraem   | Niemcy     | 13.60    |       |
| 7    | Hristo Gerganski | Bułgaria   | 15.50    |       |
| 8    | Muhammad Ashfaq  | Pakistan   | 17.91    |       |